# Szekszárd
Szekszárd ˈsɛksaːrd (in tedesco Sechshard o Sechsar, in croato Seksar) è una città dell'Ungheria, capoluogo della contea di Tolna, rinomata provincia vinicola ungherese. Per popolazione Szekszárd è il più piccolo capoluogo di regione mentre la sua superficie è la terza più piccola dopo Tatabánya ed Eger.
La cittadina si trova nel Transdanubio, nella zona tra la parte meridionale del Mezőföld e le Colline del Transdanubio, ed è circondata da colline che prendono il nome di Colline di Szekszárd (in ungherese Szekszárdi-dombság).

## Storia
La prima testimonianza di Szekszárd risale al 1015; nel 1061 il re Béla I fece costruire un monastero benedettino, poi distrutto con l'invasione turca nel 1485.
Assunse una maggiore importanza nel XIX secolo grazie alle importanti costruzioni statali (ad esempio il Municipio) e alle basi militari (produzione di armi).
I tedeschi e gli austriaci sono sempre stati gli stranieri più presenti, con un'influenza rilevante ancora oggi.

## Attrazioni turistiche

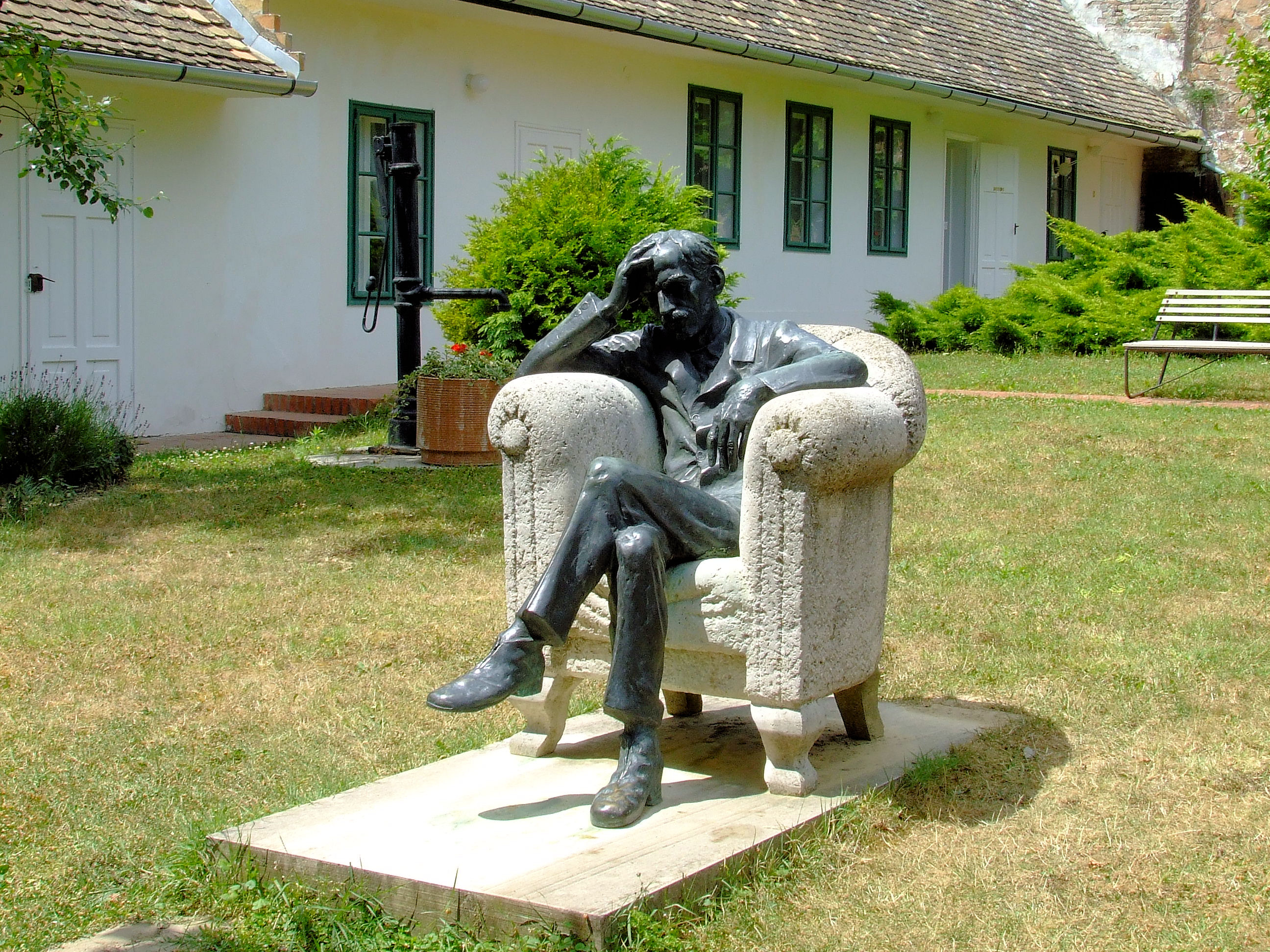
La statua di Mihály Babits, scolpita da Pál Farkas, nel cortile della casa commemorativa (1981).

- Festa del Santo (San Ladislao) la settimana del 27 giugno
- Festa della vendemmia in autunno
- Deutsche Bühne, l'unico teatro tedesco d'Ungheria
- Casa di Mihály Babits, famoso poeta
- Museo archeologico locale di Mór Wosinsky
- Chiese cattoliche e protestanti
- Sinagoga detta "Casa delle Arti"
- Rovine del monastero benedettino
- Municipio in stile neoclassico

Altri luoghi di interesse sono le cittadine di Őcsény (con aeroporto turistico), Sárpilis (con festa danzante in abiti tradizionali) e il parco naturale Gemenc.

## Amministrazione

### Gemellaggi
Szekszárd è gemellata con:
- Bečej, Serbia
- Bezons, Francia
- Bietigheim-Bissingen, Germania
- Făget, Romania
- Lugoş, Romania
- Provincia di Ravenna, Italia, dal 1996 (protocollo di cooperazione)
- Tornio, Finlandia
- Waregem, Belgio